# Синюков, Михаил Иванович
Михаи́л Ива́нович Синюко́в (13 июня 1924 года — 14 декабря 1996 года) — советский учёный в области экономики и организации сельского хозяйства, доктор экономических наук, профессор, академик ВАСХНИЛ. Герой Социалистического Труда (1990).

## Биография
Родился 13 июня 1924 года в селе Новотомниково (ныне — Моршанского района Тамбовской области).
Участвовал в Великой Отечественной войне. В 1952 году окончил Московскую сельскохозяйственную академию имени К. А. Тимирязева (МСХА).
С 1952 года — заместитель директора по политической части Виноградовской машинно-тракторной станции. С 1953 года — аспирант, с 1956 года — ассистент, с 1961 года — доцент, с 1966 года старший научный сотрудник МСХА.
В 1969 году Синюков защитил докторскую диссертацию, в этом же году ему было присвоено учёное звание профессора. В 1970 году занял должность заведующего кафедрой организации социалистических сельскохозяйственных предприятий, одновременно являлся проректором по учебной работе.
С 1975 года — первый проректор, а с 1978 года по 1996 год ректор Московской сельскохозяйственной академии имени К. А. Тимирязева, некоторое время также являлся ректором Высшей школы управления сельским хозяйством Министерства сельского хозяйства СССР.
В 1978 году был избран действительным членом (академиком) ВАСХНИЛ.
Научные исследования Синюкова были посвящены совершенствованию и обоснованию наиболее эффективных форм организации труда и производства в сельском хозяйстве. Ему удалось внести большой вклад в разработку проблем формирования и эффективного использования технического потенциала аграрного сектора экономики, в определение путей ускорения научно-технического прогресса отрасли. В своих научных работах Синюков показал, что механизация, химизация и мелиорация земель оказывают положительное влияние на конечные результаты сельскохозяйственного производства. Всего было опубликовано более 200 его научных трудов.
Указом Президента СССР от 3 декабря 1990 года за большой вклад в развитие аграрной экономической науки и подготовку высококвалифицированных специалистов для сельского хозяйства Синюкову Михаилу Ивановичу было присвоено звание Героя Социалистического Труда.
Жил в Москве. Скончался 14 декабря 1996 года. Похоронен на московском Преображенском кладбище.

## Награды
- Медаль «Серп и Молот»
- Два ордена Ленина (1981, 1990)
- Орден Октябрьской Революции (1984)
- Орден Отечественной войны II степени (1985)
- Орден Трудового Красного Знамени (1975)
- Орден «Знак Почёта» (1971)
- медали, иностранные награды